# Isaiah Rider
Isaiah Rider, Jr. (* 12. März 1971 in Oakland, Kalifornien), Spitzname J.R., ist ein ehemaliger US-amerikanischer Basketballspieler. Von 1993 bis 2001 spielte er in der National Basketball Association (NBA).

## Karriere
Rider wurde im NBA-Draft 1993 an fünfter Stelle von den Minnesota Timberwolves ausgewählt. Bei den jungen Wolves avancierte er sofort mit 16,6 Punkten zum Führungsspieler. Er wurde ins NBA All-Rookie First Team gewählt. Ebenso gewann er den NBA Slam Dunk Contest 1994. Auch die nächsten beiden Saisons verliefen für Rider statistisch sehr gut. Er führte die Wolves als erfolgreichster Punktesammler an. 
1996 wechselte Rider zu den Portland Trail Blazers, wo er auch sportliche Erfolge feiern konnte. Er qualifizierte sich jedes Jahr mit den Blazers für die Playoffs. 1999 folgte ein Wechsel zu den Atlanta Hawks, für die er nur ein Jahr spielte. Im Sommer 2000 unterschrieb Rider dann einen Vertrag bei den Los Angeles Lakers. Bei den Lakers kam er überwiegend als Ersatz für Kobe Bryant von der Bank. Mit den Lakers gewann er 2001 auch seine erste NBA-Meisterschaft. Seine letzte NBA-Station waren die Denver Nuggets, für die Rider jedoch nur zehn Spiele absolvierte, ehe er entlassen wurde.
Während seiner neunjährigen Karriere erzielte Rider durchschnittlich 16,7 Punkte, 3,8 Rebounds und 2,7 Assists.

## Sonstiges
Während und nach seiner Karriere sorgte Rider oft für negative Schlagzeilen auf und neben dem Spielfeld. So wurde er 2007 aufgrund von Drogenmissbrauch und Gewalt gegen die Polizei zu sieben Monaten Haft verurteilt.